# Asilah, Syria
Asilah (tiếng Ả Rập: أصيلة, cũng đánh vần Asileh) là một ngôi làng ở phía tây bắc Syria, một phần hành chính của Tỉnh Hama, nằm ở phía tây Hama. Các địa phương lân cận bao gồm Khunayzir và Mhardeh về hướng đông bắc, Maarzaf về phía đông, Umm al-Tuyur về phía đông nam, Deir al-Salib ở phía nam, Hanjur về phía tây nam, Jubb Ramlah về phía tây, Nói Salhab về phía tây bắc và Safsafiyah để phía Bắc. Theo Cục Thống kê Trung ương (CBS), Asilah có dân số 5.790 người trong cuộc điều tra dân số năm 2004. Cư dân của nó chủ yếu là Alawites.